# Melicope leptococca
Melicope leptococca är en vinruteväxtart som beskrevs av André Guillaumin. Melicope leptococca ingår i släktet Melicope och familjen vinruteväxter. Inga underarter finns listade i Catalogue of Life.